# 大衛·麥考米克
大衛·哈罗德·麥考米克（英語：David Harold McCormick，1965年8月17日—）是一位美国商人與政治人物，現任賓夕法尼亞州聯邦參議員。他曾經擔任橋水資產管理公司的總裁，並且曾經擔任美國國際財政事務部副部長。麥考米克畢業於西點軍校。
2024年，麦考密克作为共和党候选人，在宾夕法尼亚州联邦参议员选举中击败了已连任三届的在任参议员鲍勃·凯西。